# 三好 (青森市)
　
三好（みよし）は青森市の地名である。一・二丁目がある。郵便番号は038-0006。

## 地理
三好は、青森市市街地のなかで西寄りに位置する。
全体が平坦な地形であり、東部が住宅地、西部がショッピングモールとなっている。
三好は、北西から北東が新田、東から西が石江と接する。

### 河川
- 新城川 - 北の境界を流れる。

## 歴史
元々、石江字三好の一部で、農村地帯であったが、国道7号青森西バイパスが地内を通るようになってから、道路沿いに郊外型店舗が立つようになった。やがて、ショッピングモールに隣接した住宅地として開発された。

### 沿革
- 2000(平成12)年6月23日 - 地内にショッピングモール ハイパーモール・ジョイシティがオープンした。
- 2001(平成13)年12月24日 - ハイパーモール・ジョイシティのキーテナント ジョイフルシティみなみ西バイパス店が閉店した。
- 2001(平成13)年6月2日 - 土地区画整理事業により、三好一・二丁目が置かれた。[4]
- 2003(平成15)年6月23日 - ショッピングモールの名称がガーラタウンと変更された。核店舗がマエダガーラモール店となる。
- 2023(令和5)年5月7日 - ガーラタウンの核店舗だったマエダガーラモール店が閉店。
- 2024(令和6)年3月26日 - 核店舗がMEGAドン・キホーテ ガーラタウン青森店となった。

### 町名の変遷
| 実施後     | 実施年月日   | 実施前                                         |
| ---------- | ------------ | ---------------------------------------------- |
| 三好一丁目 | 2001年6月2日 | 石江字三好の一部・石江字富田・新田字扇田の一部 |
| 三好二丁目 | 2001年6月2日 | 石江字三好の一部                               |

## 世帯数と人口
2024年（令和6年）4月1日現在の世帯数と人口は以下の通りである。
| 町丁       | 世帯数  | 人口  |
| ---------- | ------- | ----- |
| 三好一丁目 | 244世帯 | 496人 |
| 三好二丁目 | 4世帯   | 5人   |
| 合計       | 248世帯 | 501人 |

## 小・中学校の学区
市立小・中学校に通う場合、学区は以下の通りとなる。
| 町名       | 番地 | 小学校             | 中学校             |
| ---------- | ---- | ------------------ | ------------------ |
| 三好一丁目 | 一部 | 青森市立沖館小学校 | 青森市立沖館中学校 |
| 三好一丁目 | 一部 | 青森市立新城小学校 | 青森市立新城中学校 |
| 三好二丁目 | 全部 | 青森市立新城小学校 | 青森市立新城中学校 |

## 交通

### 鉄道
JR東日本青森車両センター跡、および津軽線に隣接するが、地内に駅はない。

### 道路
- 国道7号青森西バイパス - 西の境界
- 青森港臨港道路1号線 - 国道7号と青森フェリー埠頭を結ぶ。

### バス
ガーラタウン前停留所が国道7号沿いにある。
- 青森市営バス
  - T 石江・新城線のうち岡部経由の便
  - U50 西バイパス線　他
- 青森市市バス - 岡町線

## 主な施設等
- ガーラタウン
- みよし東公園
- みよし西公園
- あすなろキッズ園（認定こども園）
- 三好町会集会所